# Bevidsthedsstrøm
Bevidsthedsstrøm (eng. stream of consciousness) er en litterær teknik med "indre monologer" som ses brugt af modernister som Virginia Woolf, Dorothy Richardson og især James Joyce, der siges at have "opfundet" teknikken. Den amerikanske filosof William James' betegnede i 1890 ordet tankevirksomhed, der især anvendes om gengivelse af en litterær figurs tanker, fx i en "indre monolog", der strømmer uordnet og associativt.
Joyce selv anerkendte dog den franske forfatter Édouard Dujardin som den egentlige ophavsmand til teknikken, idet Dujardin havde anvendt den så tidligt som 1887 i fortællingen Les Lauriers sont coupés.
I denne fortælleform kan begivenheder, overvejelser, drømme og følelser udtrykkes i samspil med og modspil mod hinanden. Personerne optræder på forskellige bevidsthedsniveauer og har mulighed for at bevæge sig frit mellem de planer, mennesket sanser og oplever på.
Fænomenet har længe været kendt i litteraturen. Men med modernismens vægt på det mentales betydning kom forskellige former for bevidsthedsstrømme til at spille en central rolle, som det ses hos James Joyce, Virginia Woolf, Dorothy Richardson og William Faulkner og i Danmark bl.a. hos H.C. Branner.
| Sprog og litteratur | Spire Denne artikel om litteratur er en spire som bør udbygges. Du er velkommen til at hjælpe Wikipedia ved at udvide den. |